# Jaume Cruells
Jaume Cruells i Sallarès (Sabadell, 1863 - Barcelona, 1920) fue un abogado y político de Cataluña, España. Fue uno de los miembros más destacados del Centro Nacionalista Republicano en Sabadell y colaboró en la Diputación de Barcelona con Enric Prat de la Riba, por iniciativa del que fue elegido vicepresidente en 1907. Fue uno de los primeros en utilizar el catalán como lengua en las sesiones de la Diputación.
Fue uno de los republicanos impulsores de Solidaridad Catalana, con la que fue elegido diputado al Congreso por Sabadell en las elecciones generales de 1907 en sustitución de Francisco Pi i Arsuaga. Fue nuevamente elegido diputado en las elecciones de 1910 en sustitución de Félix Riera i Dolcet.